# Das schlafmagazin
das schlafmagazin ist eine Patientenzeitschrift, die über Schlafprobleme informiert, insbesondere über Schnarchen, Schlafapnoe, Restless-Legs-Syndrom, Narkolepsie, Fatigue und Schlaflosigkeit und von Meditext Dr. Antonic herausgegeben wird.
Neben Informationen über Diagnose- und Therapieverfahren will sie wissenschaftliche Erkenntnisse über das Thema Schlaf, Schlafstörungen vermitteln. Auch Berichte der jährlich stattfindenden Kongresse werden dort veröffentlicht. Sie ist eine Fachzeitschrift, aus denen via SUBITO gebührenpflichtig Abstracts bestellt werden können.
Das Schlafmagazin erscheint viermal im Jahr und wird über Schlaflabore, Fachärzte, Sanitätshäuser und Selbsthilfegruppen distribuiert.
Außerdem ist es in  Bahnhofsbuchhandlungen erhältlich.